# H-47M2 Kinžal
H-47M2 Kinžal (rusko: Х-47М2 Кинжал, "bodalo") je ruska hiperzvočna zračno izstreljena balistična raketa z običajno ali jedrsko bojno glavo. Doseg rakete je ocenjen na 460-480 km. Njena najvišja hitrost naj bi bila 10 Mach (3,4 km/s) in ima po trditvah Vladimirja Putina zmožnost izvajati manevre izogibanja v vsaki stopnji poleta. Lahko nosi nejedrsko ali jedrsko bojno glavo in je lahko izstreljena iz bombnikov Tu-22M3M ali prestreznikov MiG-31K. Prestrezniki MiG-31K so bili nameščeni v Južnem in Zahodnem vojaškem okrožju.
Je eno od šestih novih strateških orožij, ki jih je predstavil ruski predsednik Vladimir Putin v nagovoru dume 1. marca 2018.
Namenjen je uničevanju sovražnikovih ladij in naj bi bil oblikovan z namenom premaganja katerekoli obstoječe ali načrtovane NATO zračne obrambe (Patriot, THAAD in Aegis).
Ruski mediji so posebno izpostavljali »hiperzvočno« tehnologijo, da bi ustvarili vtis novega naprednega dizajna potisne cevi z nadzvočnim zgorevanjem ter hiperzvočnega povratka v atmosfero, čeprav H-41M2 uporablja standardno tehnologijo balističnih raket pri višjih hitrostih in ne predstavlja tehnološkega preboja.
Po navedbah ruskih medijev je doseg rakete 2.000 km z MiG-31K ter 3.000 km z Tu-22M3. V obeh primerih številka vključuje doseg samega letala. Doseg same rakete po izstrelitvi je po ocenah okoli 460-480 km, podobno kot rakete 9K720 Iskander, na katerih naj bi Kinžal temeljil.

## Uporaba
Rusija je trdila, da je rakete prvič uporabila proti Ukrajini med napadom na domnevno podzemno skladišče orožja v Deljatinu. Naslednji dan je raketo domnevno uporabila v napadu ne skladišče goriva v Kostjantinivki.
9. marca 2023 je Rusija ukrajinska mesta napadla s 84 raketami, med njimi je bilo 6 Kinžalov.
4. maja 2023 je ukrajinska zračna obramba poročala, da je sestrelila raketo H-42M2 s protiletalskim sistemom MIM-104 Patriot. 9. maja je predstavnik Pentagona potrdil sestrelitev. Rusija je sestrelitev zanikala.
16. maja 2023 je Ukrajina sporočila, da je sestrelila 6 raket H-47M2, Rusija pa je trdila, da jih toliko sploh niso izstrelili. Rusko ministrstvo za obrambo je hkrati trdilo, da so v istem napadu s H-47M2 uničili protiletalski sistem Patriot. Uradniki ZDA so potrdili majhno poškodbo Patriota, ki je bila odpravljena po manjšem popravilu še isti dan.
13. junija 2023 je v intervjuju v The Economist ukrajinski operater Patriota trdil, da potujejo s približno 1.240 m/s, kar je nekoliko več kot tretjina hitrosti, ki jo naj bi raketa dosegala po trditvah Rusije.
Decembra 2023 so ukrajinske zračne sile poročale, da so s sistemom Patriot do takrat sestrelile 15 raket Kinžal. Po raketnem napadu 2. januarja 2023 je ukrajinska vojska sporočila, da je sestrelila vseh 10 izstreljenih raket Kinžal. 5. januarja je Kyiv Post objavil fotografije domnevne neeksplodirane bojne glave Kinžala uporabljenega v napadu 2. januarja.